# Chasseur-bombardier
 (février 2017).
Si vous disposez d'ouvrages ou d'articles de référence ou si vous connaissez des sites web de qualité traitant du thème abordé ici, merci de compléter l'article en donnant les références utiles à sa vérifiabilité et en les liant à la section « Notes et références ».
Un chasseur-bombardier est un avion multirôle, capable d'attaquer des cibles terrestres à l'aide de son armement air-sol, en plus de sa capacité au combat aérien proche de celle d'un avion de chasse.

## Débuts de l'aviation militaire
Dès la Première Guerre mondiale, les avions de chasse assuraient également des missions de bombardement, en s'équipant de bombes très légères qui réduisaient néanmoins fortement leurs capacités au combat aérien, du fait de leur faible motorisation. Les avions de chasse construits pendant l'entre-guerre possédaient également des capacités d'emport de bombes, mais ces appareils n'étaient pas développés spécifiquement pour cette utilisation. Les faibles capacités de motorisation de l'époque tendent au contraire à optimiser chaque type d'appareil pour un rôle unique.
C'est essentiellement à partir de la Seconde Guerre mondiale que des appareils sont développés spécifiquement pour répondre au quadruple besoin de vitesse, de manœuvrabilité, de robustesse et de capacité d'emport suffisant pour mener des opérations d'attaque au sol, ou que des appareils de grandes qualités se révèlent des plateformes multirôle permettant leur déclinaison en différentes versions plus adaptées à chaque tâche qui leur est assignée, à partir d'un modèle de base performant.

## Les chasseurs-bombardiers de la Seconde Guerre mondiale

Un Chance Vought F4U Corsair tirant ses roquettes sur un point défensif japonais, juin 1945, Okinawa.

Les appareils les plus célèbres dans ce rôle sont le Focke-Wulf Fw 190 allemand, le Hawker Typhoon et le Hawker Tempest, mais d'autres avions de chasse ont été utilisés dans ce rôle avec succès, comme certaines versions du Spitfire ou du North American P-51 Mustang, et des chasseurs vieillissants ou surclassés comme le Hawker Hurricane ou le Republic P-47 Thunderbolt connurent une reconversion réussie comme chasseurs-bombardiers d'appui aérien rapproché. A contrario, le De Havilland DH.98 Mosquito, initialement conçu comme un bombardier léger et rapide désarmé, révéla de bonnes dispositions pour le combat aérien, et sa version principale, la FB.VI, fut un chasseur-bombardier de qualité.
Leur technique de bombardement est similaire à celle des bombardiers en piqué, et ils assurent, en tant que bombardiers légers, des missions d'appui aérien rapproché des unités mobiles en pointe de l'attaque. Ils sont aussi utilisés pour l'attaque des cibles fixes comme des structures de défense fortifiées, des canons antiaériens (la Flak), mais aussi des rampes de lancement de missiles V1. Ils assurent également des missions de maraudeurs et de harcèlement, s'attaquant aux unités radars, aux aéroports, aux colonnes de blindés, de ravitaillement, d'infanterie, aux trains, etc.
Parallèlement, ils conservent des capacités élevées de combat aérien, notamment en basse altitude, grâce à une bonne manœuvrabilité et surtout une motorisation puissante. Ces capacités se réduisent généralement fortement en haute altitude, où d'autres appareils de chasse sont plus adaptés, leur moteur connaissant alors souvent à cette époques des difficultés techniques. Ils sont aptes à assurer des missions d'escorte de bombardiers, d'interception ou de chasse libre. En cas de combat aérien, ils larguaient leurs bombes ou leurs réservoirs supplémentaires avant l'engagement pour éviter d'être handicapés par ce poids supplémentaire.
Aptes au combat tournoyant (dogfight), les chasseurs-bombardiers sont néanmoins généralement surclassés par les performances en virage et les vitesses ascensionnelles des avions de chasse purs. Leur point fort réside essentiellement dans leur vitesse supérieure et leur supériorité à basse altitude. Ces particularités ont conduit les pilotes de chasseurs-bombardiers à développer des techniques de combat visant à exploiter au mieux les capacités offertes par ce type d'avion. Les pilotes de Fw 190, par exemple, privilégiaient des attaques à une seule passe d'armes, fondant en piqué et à très grande vitesse sur leur cible. La manœuvre défensive d'évasion la plus adaptée à ce type d'appareil était le passage sur le dos accompagné d'un demi-looping en direction du sol et la fuite (Split S).
Leur ligne est généralement trapue, courte, développée autour d'un énorme moteur apte à fournir la puissance requise pour l'emport de bombes ou de roquettes. Ils sont également équipés de mitrailleuses et canons, utilisés pour abattre d'autres avions ou mitrailler les trains, convois routiers, etc. Les modifications apportées lors des différentes versions sont souvent des améliorations de leur motorisation visant à corriger des problèmes de puissance ou de fiabilité, le renforcement des ailes pour augmenter leur capacité d'emport ou permettre la fixation de roquettes antichar à la fin de la guerre, et le renforcement de leur blindage ventral pour augmenter leur résistance à la mitraille et aux éclats d'obus des défenses antiaériennes.
Ces appareils connaissaient également des inconvénients importants. Leur énorme moteur, et la structure en ailes basses, gênaient fréquemment la visibilité des pilotes lors des dernières phases des attaques au sol. Leur moteur très puissant généraient un important facteur P, provoquant une poussée sur le côté gênante lors des phases de décollage et d'atterrissage, obligeant le pilote à corriger souvent à l'extrême cette poussée. Le refroidissement de ces moteurs surpuissants nécessitait une prise d'air de très grande taille pour leur radiateur, ce qui augmentait fortement le risque de retournement en cas d'atterrissage sur le ventre ou d'amerrissage. Les moteurs développés pour ces appareils visaient à maximiser la puissance, aux limites des technologies de l'époque, et la quasi-totalité des appareils construits spécifiquement en tant que chasseurs-bombardiers connurent des problèmes de fiabilité moteur lors de leurs premières versions, leur donnant ainsi une mauvaise réputation auprès de leurs premiers pilotes. Ces problèmes de motorisation ont généralement été corrigés dans les versions ultérieures, et leur efficacité sur le terrain compensa souvent largement ces inconvénients.
Leur réputation de tueurs de chars fut très importante en Europe, et leur légèreté permit à ces unités de suivre le front, en décollant à partir de pistes temporaires, en liaison radio directe avec les unités de combat terrestres en pointe de l'attaque, permettant ainsi une grande réactivité. L'efficacité des Jagdbomber (en allemand), conduisit les autorités militaires du IIIe Reich à offrir des récompenses aux troupes d'infanterie ayant réussi à abattre un chasseur-bombardier ou à capturer l'un de leurs pilotes, mais aussi à éditer des plaquettes d'information à l'attention des populations civiles ou des troupes, les mettant en garde contre cette menace, dispensant des conseils sur la façon de se prémunir contre leurs attaques et généralement accompagnées du cri d'alerte les désignant : « Achtung Jabo ! ». Une relation particulière, mêlée de peur, unit à l'époque sur le champ de bataille les unités chargées de la Flak et les pilotes de chasseurs-bombardiers, chacun percevant l'autre comme son pire adversaire.

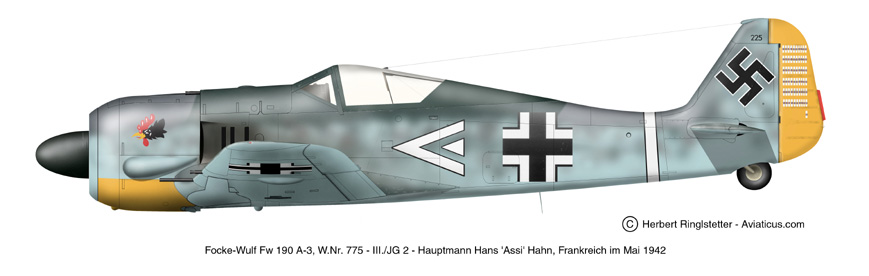
Fw190 A-3, un nez jaune du III./Jagdgruppen 2, basé sur la côte atlantique française, 1942.
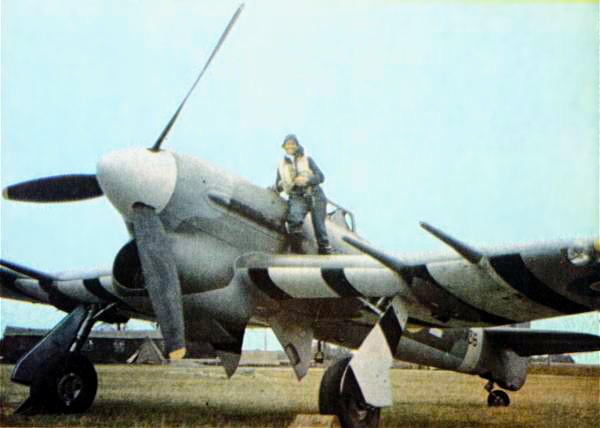
Hawker Typhoon.
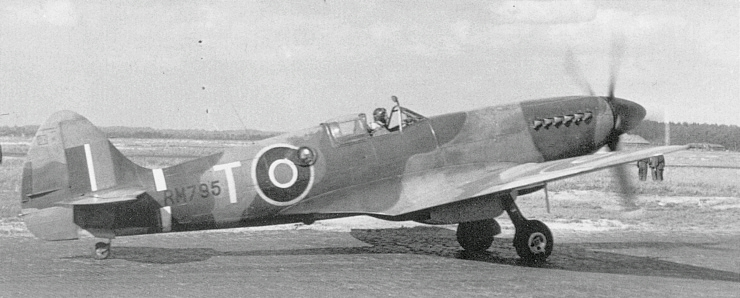
Supermarine Spitfire Mark XIV, avion de chasse de basse altitude équipant des escadrons dédiés au rôle de chasseur-bombardier.
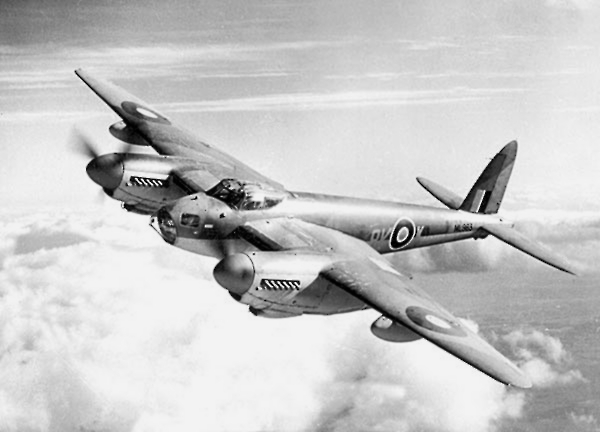
De Havilland DH.98 Mosquito.

## Après la Seconde Guerre mondiale

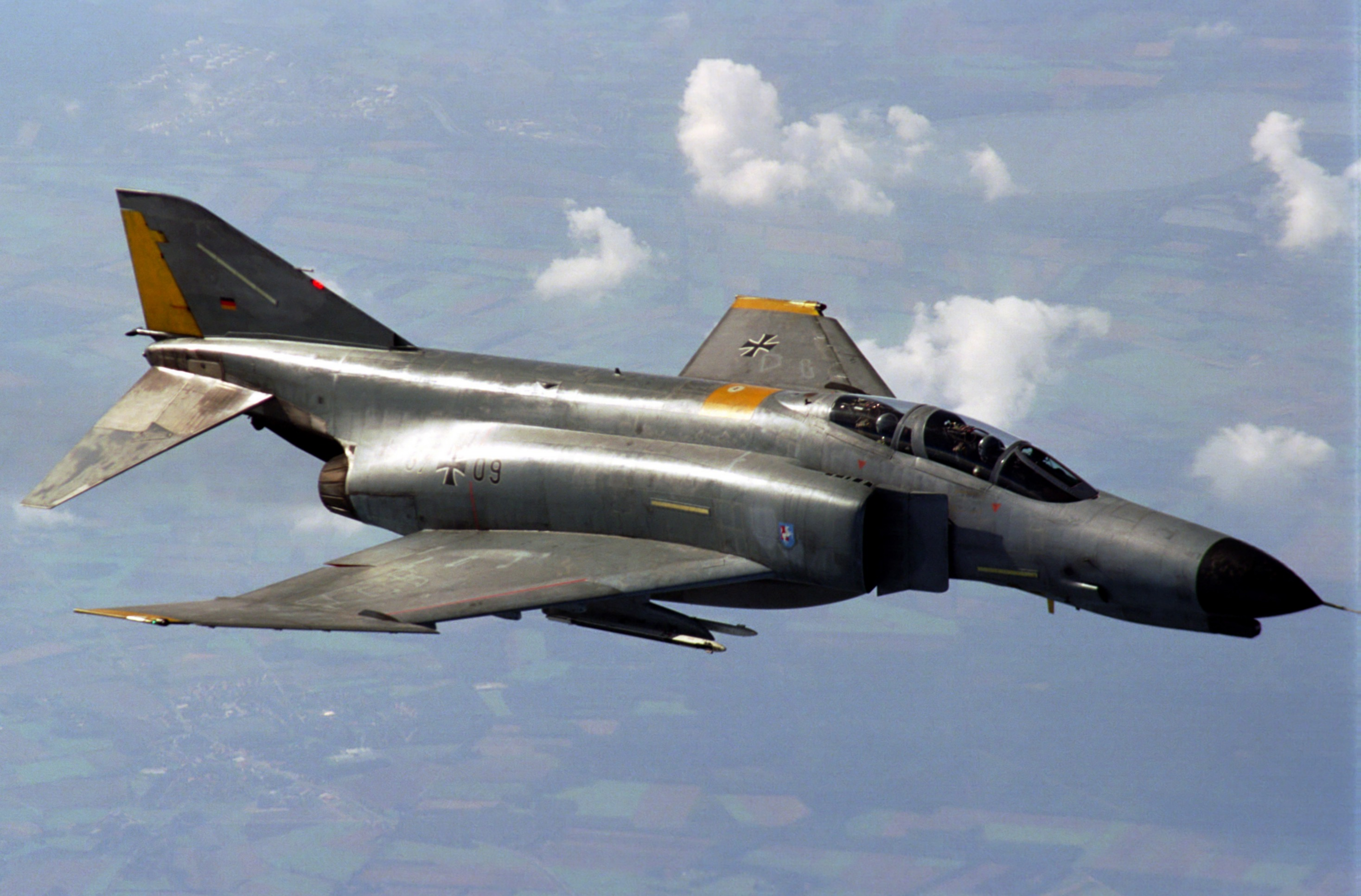
McDonnell Douglas F-4F Phantom II équipant la Deutsche Luftwaffe : « Le Phantom est la preuve vivante qu'avec suffisamment de puissance, même une brique peut voler ! »

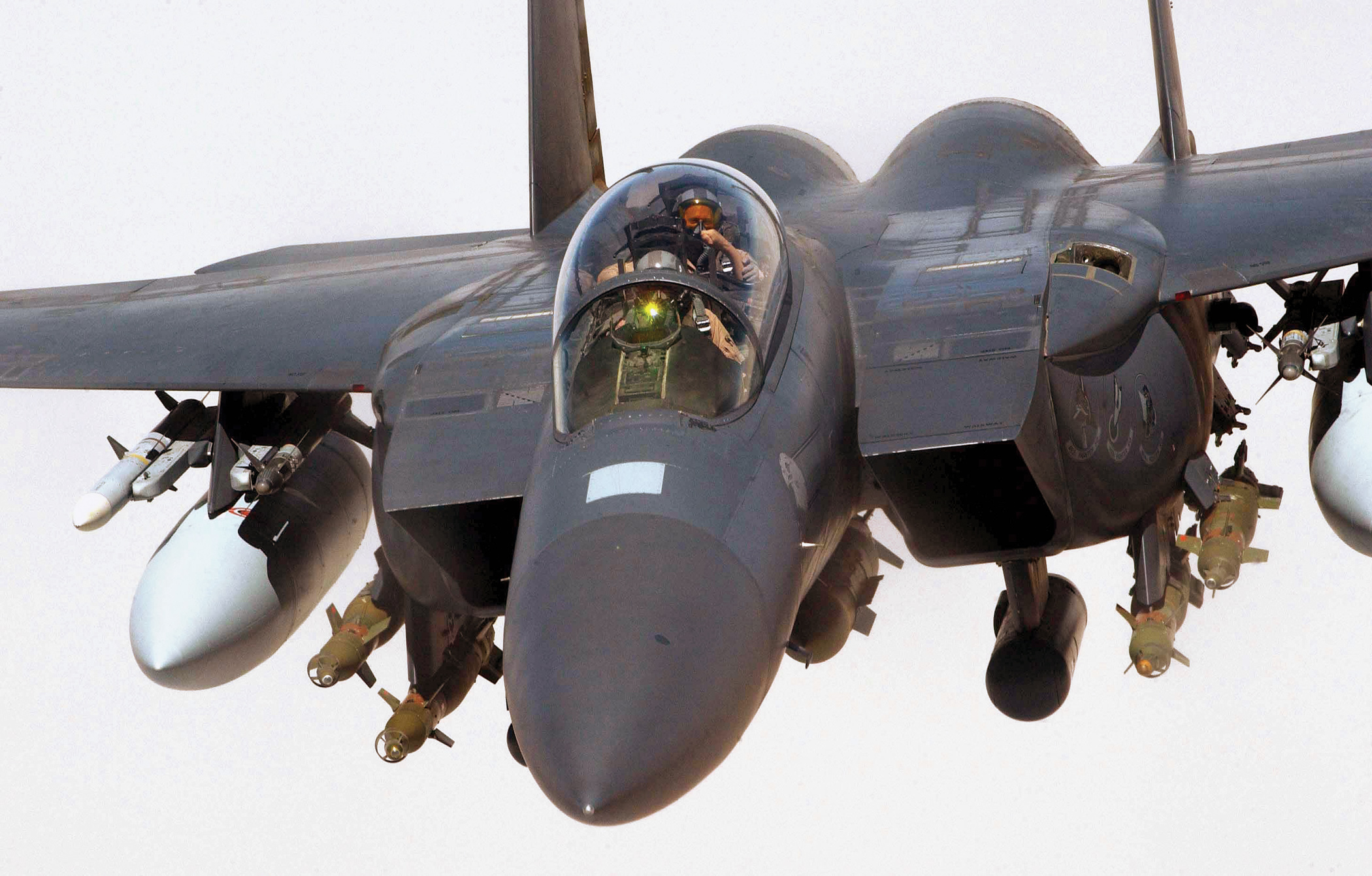
Un F-15E Strike Eagle au-dessus de l'Irak, 2004.

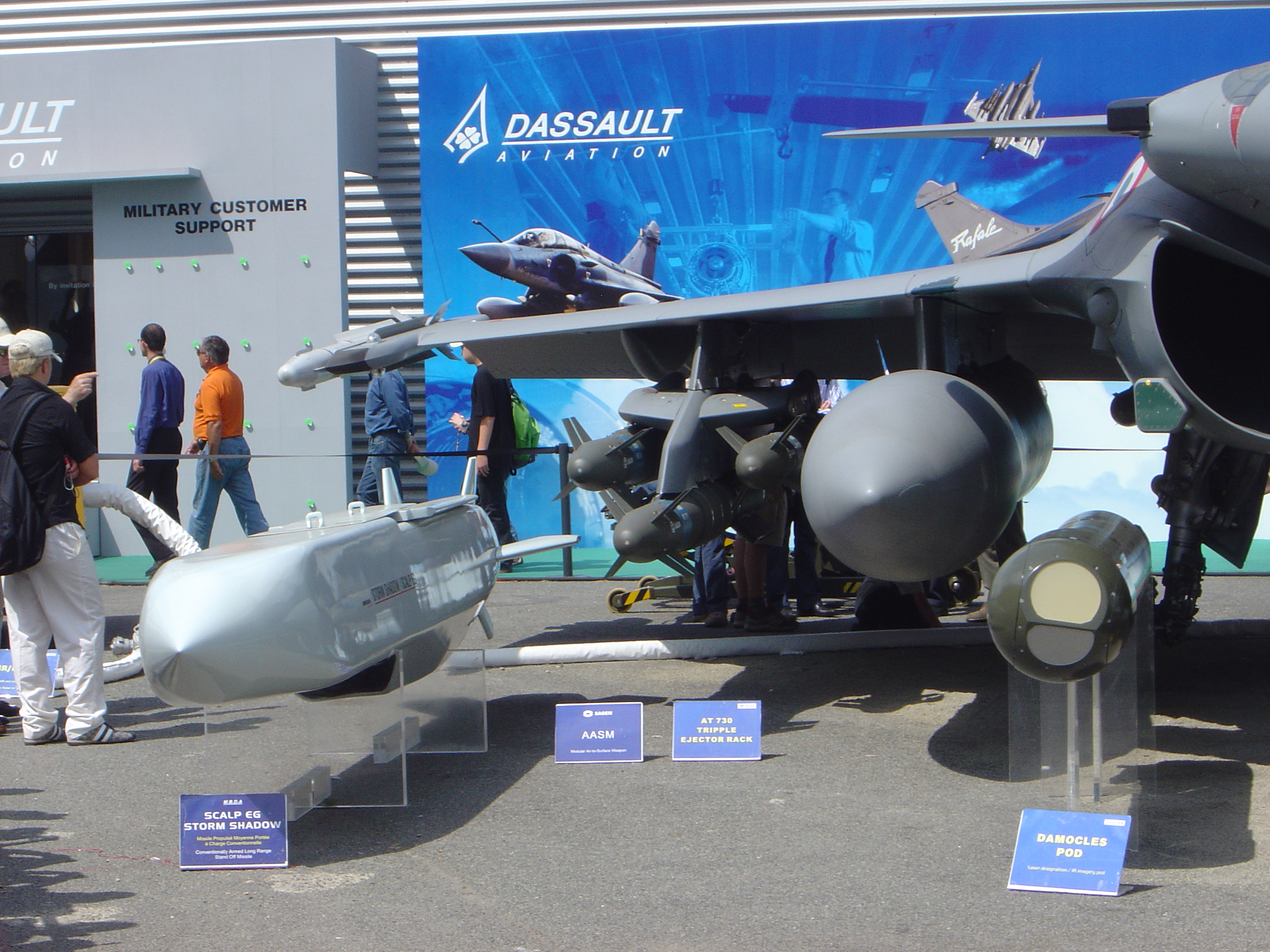
Ce Dassault Rafale C présente, de gauche à droite, un missile MICA en bout d'aile, un missile de croisière SCALP-EG, 3 bombes guidées AASM, un réservoir largable et un pod de désignation laser Damoclès.

Après la Seconde Guerre mondiale, de nombreux avions, comme le F-4 Phantom II, sont développés dans cette optique d'une double capacité de chasseur et de bombardier léger. La motorisation évolue dès la fin de la guerre du moteur à hélice vers le moteur à réaction. Les appareils se voient dotés d'un radar embarqué et d'une électronique de bord adaptée, d'un armement axé sur les différents types de missiles et de bombes, et à partir des années 1990, de bombes à guidage laser. Le canon devient rapidement un accessoire secondaire, mais les tentatives de retrait total de cet armement s'avèrent des échecs en situation de combat. Ces évolutions sont générales à tous les types d'appareils, néanmoins le type de missiles, de radar et d'électronique embarquée, ainsi que les capacités innées en vitesse, manœuvrabilité et portée des appareils continuent à les différencier. Au cours de la guerre froide, les États-Unis et l'URSS ont tendance à développer des appareils aux performances dédiées à un rôle unique.
La désignation de chasseur-bombardier est toujours d'usage pour la plupart des avions de chasse disposant de bonnes capacités d'attaque au sol, comme le F-15E Strike Eagle ou le F-18 Super Hornet, par exemple. D'autres vocabulaires ont émergé, comme strike fighter, Interdiction/Strike (IDS), ou multirôle, et Dassault aviation présente fréquemment le Rafale comme omnirôle. Bien que le terme de strike fighter remplace progressivement celui de fighter-bomber au sein de l'armée américaine depuis l'apparition des roquettes et des missiles air-sol, ces termes sont rarement définis avec précision et de nombreux appareils sont indifféremment classés sous l'une ou l'autre appellation, la communication publicitaire du constructeur entrant également en ligne de compte.
Les avions d'attaque au sol plus spécialisés, comme le Fairchild A-10 Thunderbolt II, sont des bombardiers légers spécifiquement développés pour ce type d'attaque et aptes à transporter un armement plus lourd, mais sont aussi plus lents et moins manœuvrables que les chasseurs-bombardiers, disposant de capacités limitées au combat aérien. Pour des raisons économiques, ces appareils tendent aujourd'hui à disparaitre au profit des avions multirôle, capables d'assurer des missions de chasseurs-bombardiers.
L'évolution récente a en effet privilégié la production d'avions aptes à remplir plusieurs types de missions, y compris le rôle de chasseur-bombardier :
- par la déclinaison en différentes versions répondant davantage à chaque rôle spécifique à partir d'une même structure de base, en dotant par exemple l'appareil d'une cellule biplace pilote-navigateur, en l'équipant de matériel électronique dédié au bombardement et à la reconnaissance de cibles mobiles terrestres, d'un radar adapté et de systèmes de visée à désignation laser, tout en héritant de la plupart des qualités de leur version de chasse pure ou de supériorité aérienne. Exemple : McDonnell Douglas F-15 Eagle dans sa version E biplace, dite Strike Eagle ;
- par le biais de configurations spécifiques qu'un même appareil « multirôle » peut adopter au cours d'une rapide opération de maintenance. Exemple : Dassault Mirage 2000 dans sa version 2000-9.

Les appareils les plus récents ou en cours de développement, comme le programme Dassault Rafale, visent à prolonger cet objectif, en tentant :
- de rendre un même appareil apte à remplir plusieurs types de mission au cours d'un même vol (capacité « swing-role »), sans opération particulière de maintenance ;
- ou même de permettre à l'avion de réaliser simultanément plusieurs missions : capacité « omnirôle » du Rafale (à partir du Standard F3).